# Deltshevia danovi
Deltshevia danovi là một loài nhện trong họ Hersiliidae.
Loài này thuộc chi Deltshevia. Deltshevia danovi được miêu tả năm 2009 bởi Y. M. Marusik & V. Y. Fet.